# Акация смешанная
Акация смешанная (лат. Acacia confusa) — вид растений из рода Акация (Acacia) семейства Бобовые (Fabaceae).

## Ботаническое описание
Акация смешанная растёт до 15 метров в высоту.

## Распространение
Акация смешанная стала очень распространённой во многих тропических районах Тихого океана, включая Гавайи, где этот вид считается инвазивным.

## Химический состав растения
В стволе растения содержатся N-метилтриптамин (0,04 %) и N, N-диметилтриптамин (0,01 %). Кора корня также содержит N-метилтриптамин (1,43 %) и N, N-диметилтриптамин (1,15 %).

## Использование
Древесина растения имеет плотность около 0,75 г/см³ . В Тайване древесина акации смешанной используется для изготовления опорных балок для шахт. Древесина растения также преобразуется в уголь для семейного использования. Акация смешанная также используется в медицине.